# Araneus qianshan
Araneus qianshan este o specie de păianjeni din genul Araneus, familia Araneidae, descrisă de Zhu, Zhang și Li, 1998. Conform Catalogue of Life specia Araneus qianshan nu are subspecii cunoscute.